# فهرست میراث جهانی در اسپانیا
میراث جهانی یونسکو در اسپانیا شامل ۴۲ میراث (۳ میراث طبیعی و ۳۷ میراث فرهنگی و ۲ ترکیبی) می‌باشد.
میراث جهانی یونسکو نام عهدنامه‌ای بین‌المللی است که در تاریخ ۱۶ نوامبر ۱۹۷۲ میلادی به تصویب کنفرانس عمومی یونسکو رسید. موضوع آن حفظ آثار تاریخی، طبیعی و فرهنگی بشر است که اهمیت جهانی دارند و متعلق به تمام انسان‌های زمین، فارغ از نژاد، مذهب و ملیت خاص، می‌باشند.
اسپانیا در تاریخ ۴ مه سال ۱۹۸۲ به این کنوانسیون پیوست.
نخستین میراث جهانی ثبت در اسپانیا عبارتند از:مسجد کوردوبا، الحمرا که در جلسه ۸ کمیته میراث جهانی در بوئنوس آیرس ٬آرژانتین در سال ۱۹۸۴ برگزار شد و کلیسای جامع بورگوس ٬پارک گوئل ٬پالائو گوئل، کازا میلا در بارسلون که در سال ۱۹۸۵ به میراث اسپانیا افزوده شد.
اسپانیا در سال‌های ۲۰۰۸ و ۲۰۰۹ به عنوان رئیس کمیته میراث جهانی و در سال ۲۰۰۹ میزبان جلسه ۳۳ کمیته در سویا
٬اندلس بوده است.
در اسپانیا سازمانی به نام شهرهای میراث جهانی اسپانیا وجود دارد که متشکل از پانزده شهر با مجموعه‌های تاریخی ثبت‌شده در فهرست میراث جهانی است. این انجمن در آبیلا در ۱۷ سپتامبر ۱۹۹۳ تأسیس شد و علاوه بر این شهر، شهرهای کاسرس، سالامانکا، سانتیاگو د کومپوستلا، سگوبیا و تولدو نیز از اعضای اولیه آن بودند.
در سال‌های بعد، شهرهای زیر نیز به این سازمان پیوستند:
- آلکالا د انارس، کوئنکا و سان کریستبال د لا لاگونا، به دلیل ثبت مناطق تاریخی آن‌ها در فهرست میراث جهانی، مشابه آنچه برای شهرهای بنیان‌گذار این سازمان رخ داده بود.
- کوردوبا، به دلیل گسترش محدوده اثر ثبت‌شده با نام «مسجد-کلیسای جامع قرطبه» که کل منطقه تاریخی این شهر را دربر گرفت.
- مریدا و تاراگونا، به دلیل ثبت مجموعه‌های باستان‌شناسی مربوط به دوران روم باستان در فهرست میراث جهانی.
- ایبیزا، به دلیل ثبت اثر ترکیبی «فهرست میراث جهانی در اسپانیا» در فهرست میراث جهانی که شامل بخش‌هایی از جمله منطقه تاریخی شهر (Dalt Vila) و مجموعه باستان‌شناسی Puig des Molins است.
- اوبدا و بائسا، به دلیل ثبت مناطق تاریخی این شهرها در فهرست میراث جهانی.

## میراث جهانی
یونسکو سایت‌ها را با ده معیار فهرست می‌کند. هر ورودی باید حداقل یکی از معیارها را داشته باشد.
| #  | نگاره                                                                          | نام                                                                | موقعیت                                                      | سال ثبت    | ش ثبتمعیارها               | شرح | م             |
| ۱  | example of cave art                                                            | غار آلتامیرا و هنر غارنگاری پارینه‌سنگی در شمال اسپانیا             | کانتابریا، آستوریاس، باسک                                   | ۱۹۸۵، ۲۰۰۸ | ۳۱۰(i)(iii)                | غار آلتامیرا نمونه برجسته ای از غارنگاره‌های دوران پارینه‌سنگی زبرین است که در حدود ۳۵٬۰۰۰ تا ۱۱٬۰۰۰ سال پیش از میلاد مسیح نقاشی شدند. لیست اصلی شامل هفده غار نقاشی‌شده بود. غارها به دلیل انزوا و دورافتاده بودن و در معرض آب و هوای خارجی نبودن، به خوبی حفظ می‌شوند. | [ ۵ ]         |
| ۲  | View of Segovia                                                                | شهر قدیمی سگوبیا و آب‌گذر سگوبیا                                    | کاستیا و لئون                                               | ۱۹۸۵       | ۳۱۱(i)(iii) (iv)           | آباره رومی در سده یکم میلادی بنا نهاده شد و در کنار آن قلعه سگوبیا که یک کاخ قرون وسطایی از سده یازدهم است، و کلیسای جامع سگوبیا از سده شانزدهم، وجود دارند. | [ ۶ ]         |
| ۳  | Santa Maria del Naranco                                                        | بناهای تاریخی ابیه‌دو و پادشاهی آستوریاس                            | آستوریاس                                                    | ۱۹۸۵، ۱۹۹۸ | ۳۱۲(i)(ii)(iv)             | پادشاهی آستوریاس تنها منطقه مسیحی اسپانیا در قرن نهم میلادی بود که مسلمان نشد. این ناحیه سبک معماری مختص به خود را دارد که برگرفته از هنر و معماری پیشارومی است و در کلیساهای مختلف و بناهای دیگر به نمایش درآمده. عنوان ابتدایی این سایت "کلیساهای پادشاهی آستوریاس" بود ولی گسترش یافت تا بناهای دیگری مانند فونکالادا را شامل شود. | [ ۷ ]         |
| ۴  | Historic Centre of Córdoba                                                     | مرکز تاریخی کوردوبا                                                | اندلس                                                       | ۱۹۸۴، ۱۹۹۴ | ۳۱۳(i)(ii)(iii)(iv)        | این سایت نخست به عنوان مسجد-کلیسای جامع قرطبه ثبت شد و شامل بنایی است که به عنوان یک کلیسا در قرن هفتم میلادی احداث شد و در سدهٔ هشتم به مسجد تبدیل شد و بار دیگر کلیسای کاتولیک در قرن سیزدهم میلادی و در زمان سلطنت فرناندوی سوم، پادشاه کاستیا، آن را کلیسای جامع (کاتدرال) اعلام نمود. مسلمانان در اوج دوران خود سیصد مسجد در کوردوبا ساخته بودند که قابل قیاس با قسطنطنیه، دمشق و بغداد بود. | [ ۸ ]         |
| ۵  | Alhambra                                                                       | الحمرا، ژنرالیف و البایثین                                         | اندلس                                                       | ۱۹۸۴، ۱۹۹۴ | ۳۱۴(i)(iii)(iv)            | سه بنای بر جای مانده از دوران موروها در جنوب اسپانیا است. قلعهٔ الحمرا و کاخ ژنرال توسط امیرنشین غرناطه احداث شدند. بخش آلبایزین (البایثین) هم حاوی نمونه‌هایی از معماری بومی موروهاست و در سال ۱۹۹۴ به لیست اضافه شد. | [ ۹ ]         |
| ۶  | کاتدرال بورخوس                                                                 | کلیسای جامع بورگوس                                                 | کاستیا و لئون                                               | ۱۹۸۴       | ۳۱۶(ii)(iv)(vi)            | معماری گوتیک این کلیسای جامع در شهر بورگوس متعلق به قرن‌های سیزدهم تا شانزدهم میلادی است و آرامگاه قهرمان عامی، ال سید، در آن واقع شده است. ساخت کلیسای جامع بورگوس در قرن سیزدهم آغاز شد، همزمان با ساخت کلیساهای عظیم ایل-دو-فرانس و در قرن‌های پانزدهم و شانزدهم به پایان رسید. این کلیسا به واسطهٔ معماری بی‌نظیرش و مجموعهٔ منحصر به فرد آثار هنری خود، تاریخ کامل هنر گوتیک را به نمایش می‌گذارد. | [ ۱۰ ]        |
| ۷  | El Escorial                                                                    | اسکوریال                                                           | مادرید                                                      | ۱۹۸۴       | ۳۱۸(i)(ii)(vi)             | اسکوریال یکی از مکان‌های سلطنتی اسپانیا است که در سن لورنزو د ال اسکوریال واقع شده و بیانگر مقاومت دودمان پادشاهی این کشور است. کاخ توسط فلیپه دوم و معمار او، خوان باتیستا د تلدو، طراحی شد تا نشانگر خدمات پادشاهی به عالم مسیحیت باشد. | [ ۱۱ ]        |
| ۸  | Casa Milà                                                                      | آثار آنتونی گائودی                                                 | کاتالونیا                                                   | ۱۹۸۴، ۲۰۰۵ | ۳۲۰(i)(ii)(iv)             | آنتونی گائودی، معمار برجستهٔ کاتالان و از پیشگامان سبک مدرنیسم بود. طراحی‌های او بسیار منحصر به فرد هستند. این مجموعه شامل آثاری همچون پارک گوئل، پالائو گوئل، و کازا میلا است و همچنین کازا ویسنس، گورابه و نمای ساگرادا فامیلیا، کازا بالیو، و نمادنگاری کلیسای کولونیا گوئل به این مجموعه افزوده شده‌اند. | [ ۱۲ ]        |
| ۹  | کاتدرال سانتیاگو د کومپوستلا                                                   | شهر قدیمی سانتیاگو د کومپوستلا                                     | گالیسیا                                                     | ۱۹۸۵       | ۳۴۷(i)(ii)(vi)             | کلیسای جامع سانتیاگو ده کومپوستلا محل دفن تعدادی از حواریون مشهور همچون یعقوب پسر زبدی است و در کامینو د سانتیاگو یک مسیر سفر زیارتی در ناحیهٔ شمال اسپانیا بوده است. این شهر توسط موروها در قرن دهم میلادی نابود شد و بعدها بازسازی گردید. | [ ۱۳ ]        |
| ۱۰ | باروی شهر آویلا                                                                | شهر قدیمی آبیلا و کلیساهای ساختهٔ موروها در آن                      | کاستیا و لئون                                               | ۱۹۸۵، ۲۰۰۷ | ۳۴۸(iii)(iv)               | دیوار دفاعی اطراف شهر اصلی در قرن یازدهم ساخته شد. این شهر دارای ۸۲ برج نیم‌دایره‌ای و ۹ دروازه است و یکی از کامل‌ترین نمونه‌های دیوارهای شهری در اسپانیا است. این شهر که به عنوان «شهر قدیسان و سنگ‌ها» شناخته می‌شود، در قرن یازدهم برای حفاظت از قلمروهای اسپانیا در برابر موروها تأسیس شد و همچنان حالت قرون وسطایی خود را حفظ کرده است. | [ ۱۴ ]        |
| ۱۱ | کلیسای مونیسا                                                                  | معماری مودخار در آراگون                                            | آراگون                                                      | ۱۹۸۶، ۲۰۰۱ | ۳۷۸(iv)                    | در ابتدا شامل چهار کلیسا در تروئل در سبک مدجن می‌شد که ترکیبی از سبک‌های سنتی اروپایی، اسلامی و معاصر بود. توسعه هنر مدجن در قرن دوازدهم در آراگون نتیجه شرایط سیاسی، اجتماعی و فرهنگی خاصی بود که پس از بازپس‌گیری اسپانیا حاکم شد. این هنر که تحت تأثیر سنت اسلامی قرار داشت، همچنین منعکس‌کننده سبک‌های مختلف معاصر اروپایی، به ویژه گوتیک، بود. | [ ۱۵ ]        |
| ۱۲ | تولدو                                                                          | شهر تاریخی تولدو                                                   | کاستیا-لا مانچا                                             | ۱۹۸۶       | ۳۷۹(i)(ii)(iii)(iv)        | تولدو را رومی‌ها ساختند و این شهر کمی بعد پایتخت پادشاهی ویزیگوت شد و در امارت قرطبه و زمان بازپس‌گیری اندلس نقش مهمی داشت و مرکز اسپانیا بود. ترکیبی از آثار مسیحی، اسلامی و یهودی در این شهر برجسته است. | [ ۱۶ ]        |
| ۱۳ |                                                                                | پارک ملی گاراخونای                                                 | جزایر قناری                                                 | ۱۹۸۶       | ۳۸۰(vii)(ix)               | حدود ۷۰٪ این پارک پوشیده از جنگل بارانی جنب‌حاره‌ای یا جنگل لورل است. این نوع جنگل یادگار دوره پالئوژن است که به دلیل تغییرات آب و هوا، سرزمین اصلی اروپا ناپدید شد، اما بخش اعظم قاره جنوبی پوشش گیاهی مشابه داشت. | [ ۱۷ ]        |
| ۱۴ | کاتدرال سالامانکا                                                              | شهر قدیمی سالامانکا                                                | کاستیا و لئون                                               | ۱۹۸۸       | ۳۸۱(i)(ii)(iv)             | سالامانکا با وجود دانشگاه سالامانکا که در ۱۲۱۸ میلادی، پیش از هر دانشگاهی در اسپانیا و در جرگهٔ نخستین دانشگاه‌های اروپا ساخته شده، یک شهر دانشگاهی پراهمیت بوده است. این شهر نخست توسط امپراتوری کارتاژ در سدهٔ سوم میلادی فتح شد و بعدتر رومی‌ها و موروها بر آن حکومت یافتند. مرکز شهر امروزه آثاری از معماری رمانسک، معماری گوتیک، معماری مورو، معماری رنسانس و معماری باروک را توأمان در خود دارد. | [ ۱۸ ] [ ۱۹ ] |
| ۱۵ | کاتدرال و آلکازار در سویا                                                      | کلیسای جامع سویا، کاخ پادشاهی آلکازار و بایگانی هند در سویا        | اندلس                                                       | ۱۹۸۷       | ۳۸۳(i)(ii)(iii)(iv)        | آلکازار در زمان خلافت موحدون که بر جنوب اسپانیا حکومت می‌کردند، احداث شد. کلیسای جامع نیز تا قرن پانزدهم میلادی قدمت دارد و آرامگاه فرناندوی سوم، پادشاه کاستیا و کریستف کلمب است. آرشیو هند نیز یک بایگانی مهم برای دوران استعمارگری اسپانیا در قاره آمریکا است. | [ ۲۰ ]        |
| ۱۶ | کاسرس                                                                          | شهر قدیمی کاسرس                                                    | اکسترمادورا                                                 | ۱۹۸۶       | ۳۸۴(iii)(iv)               | شهر قدیمی برساخته از معماری روم باستان، معماری اسلامی، معماری گوتیک و معماری رنسانس است و بیش از ۳۰ برج اسلامی در آن قابل مشاهده است. تاریخ نبردها بین موروها و مسیحیان در معماری شهر منعکس شده که ترکیبی از سبک‌های رومی، اسلامی، گوتیک شمالی و رنسانس ایتالیایی است. از میان ۳۰ یا بیشتر برج‌هایی که از دوره مسلمانان باقی مانده‌اند، برج بوجاکو مشهورترین است. | [ ۲۱ ] [ ۲۲ ] |
| ۱۷ | ایبیزا                                                                         | ایبیزا                                                             | جزایر بالئاری                                               | ۱۹۹۹       | ۴۱۷(ii)(iii)(iv)(ix)(x)    | سواحل ایبیزا محل رشد گیاهی به نام پوزیدونیا اُشنیا (posidonia oceanica) است که نوعی علف دریایی است و تنها در دریای مدیترانه یافت می‌شود. ایبیزا دارای اکوسیستم متنوع ساحلی و دریایی خاص خود است. این جزیره همچنین حاوی ویرانه‌های بیشماری از سکونت‌گاه‌های استعماری فنیقی‌ها است و بخش‌های قدیمی و مستحکم و دیوار کشیدهٔ شهر به قرن شانزدهم میلادی تعلق دارد. | [ ۲۳ ]        |
| ۱۸ | صومعه                                                                          | صومعه پوبلت                                                        | کاتالونیا                                                   | ۱۹۹۱       | ۵۱۸(i)(iv)                 | این صومعه در بیمبدی را سیسترسی‌ها در سال ۱۱۵۱ بنا کردند و بزرگ‌ترین در نوع خود در اسپانیا بود و آرامگاهی مرتبط با تاج آراگون برشمرده می‌شد. این صومعه سیسترسی در کاتالونیا یکی از بزرگ‌ترین صومعه‌ها در اسپانیا است. در مرکز آن یک کلیسای قرن دوازدهمی قرار دارد. این صومعه ساده و باشکوه، که دارای اقامتگاه سلطنتی مستحکم است و پانتئون شاهان کاتالونیا و آراگون را در خود جای داده است، چشم‌انداز بسیار شگفت‌انگیزی دارد. | [ ۲۴ ] [ ۲۵ ] |
| ۱۹ | کلیسای سالوادور در اوبدا                                                       | نشان‌های یادبود رنسانس در اوبدا و بائسا                             | اندلس                                                       | ۲۰۰۳       | ۵۲۲(ii)(iv)                | نوسازی دو شهر در قرن شانزدهم تحت ظهور معماری رنسانس انجام شد؛ فلذا نخستین نمونه‌های این معماری در اسپانیا را در خود داشتند. شهرسازی دو شهر کوچک اوبدا و بائزا در جنوب اسپانیا به دوران موروها در قرن نهم و بازپس‌گیری اسپانیا در قرن سیزدهم بازمی‌گردد. یک توسعه مهم در قرن شانزدهم اتفاق افتاد، زمانی که این شهرها به سبک‌های نوظهور رنسانس بازسازی شدند. این مداخله برنامه‌ریزی بخشی از معرفی ایده‌های انسانی نوین از ایتالیا به اسپانیا بود که تأثیر بزرگی بر معماری آمریکای لاتین گذاشت. | [ ۲۶ ]        |
| ۲۰ | تئاتر رومی مریدا                                                               | آگوستا امریتا                                                      | اکسترمادورا                                                 | ۱۹۹۳       | ۶۶۴(iii)(iv)               | شهر مریدا در ۲۵ پیش از میلادی توسط رومیان ساخته شد و در ابتدا امریتا آگوستا نام داشته و پایتخت استان رومی لوسیتانیا بود. بقایای بناهای رومی مانند پل، آب‌گذر، آمفی تئاتر، تئاتر، سیرک و فُروم هنوز در شهر وجود دارد. | [ ۲۷ ]        |
| ۲۱ | صومعه سانتا ماریا                                                              | صومعهٔ سلطنتی سانتا ماریا دِ گوادالوپه                               | اکسترمادورا                                                 | ۱۹۹۳       | ۶۶۵(iv)(vi)                | این صومعه در گوآدالوپه، به بانوی ما، اهل گوآدالوپه تقدیم شده. در قرن سیزدهم یک زیارتگاه مریم مقدس رویِ خرابه‌هایِ حرمِ قدیمی‌تری که مسلمانان در ۷۱۴ میلادی سوزانده بودند، تجدید بنا شد. این حرم در زمان بازپس‌گیری اندلس به یک نماد مهم برای مسیحیان بدل شده بود و اوج سرشناسی حرم به حدود سال ۱۴۹۲, یعنی همان زمانی که کریستف کلمب قارهٔ آمریکا را کشف کرد، می‌رسد؛ لذا این صومعه به یک نماد مهم در زمان دعوت آمریکا بدل شد. | [ ۲۸ ] [ ۲۹ ] |
| ۲۲ | پل رومی روی جاده سانتیاگو                                                      | مسیرهای سانتیاگو د کومپوستلا: کامینو فرانسس و مسیرهای شمال اسپانیا | آراگون، کاستیا و لئون، گالیسیا، نابارا، و لاریوخا           | ۱۹۹۳       | ۶۶۹(ii)(iv)(vi)            | جاده یا مسیر سنت جیمز که به کامینو د سانتیاگو معروف است، یک مسیر زیارتی از مرزهای فرانسه-اسپانیا به سوی کلیسای جامع سانتیاگو د کومپوستلا است که بنا بر اعتقادات محلی، در آن یکی از حواریون، به نام یعقوب پسر زبدی دفن شده است. | [ ۳۰ ]        |
| ۲۳ | پارک ملی دونیانا                                                               | پارک ملی دونیانا                                                   | استان اوئلوا و استان سِویا                                   | ۱۹۹۴، ۲۰۰۵ | ۶۸۵(vii)(ix)(x)            | این پارک از منطقه دلتایی تشکیل شده است که در آن گوادالکیبیر به اقیانوس اطلس می‌ریزد. در این ناحیه بیوتوپ‌های بومی وجود دارد و کولاب‌ها، مرداب‌ها، تپه‌های ماسه‌ای و خاربیشه یافت می‌شود. این پارک یکی از بزرگ‌ترین کلنی‌های حواصیل در دریای مدیترانه را به خود اختصاص داده که بیش از ۵۰۰٬۰۰۰ مرغابی در زمستان به آن کوچ می‌کنند. | [ ۳۱ ]        |
| ۲۴ | دره اوردسا                                                                     | پیرنه – مون پردو                                                   | آراگون                                                      | ۱۹۹۷, ۱۹۹۹ | ۷۷۳(iii)(iv)(v)(vii)(viii) | این سایت بر روی کوه‌های پیرنه در مرز دو کشور اسپانیا و فرانسه کشیده شده. بخش اسپانیایی شامل دو مورد از بزرگ‌ترین ژرف‌دره‌های اروپا است و سمت فرانسوی بزرگ‌ترین دیوارهٔ سیرک یخچالی را در خود دارد. | [ ۳۲ ]        |
| ۲۵ | کوئنکا                                                                         | شهر قدیمی کوئنکا                                                   | کاستیا-لا مانچا                                             | ۱۹۹۶       | ۷۸۱(ii)(v)                 | شهر توسط موروهای مسلمان در سدهٔ هشتم بنا شد و بعد از بازپس‌گیری اندلس، در سدهٔ دوازدهم به دست مسیحیان افتاد. کلیسای جامع شهر، نخستین معماری گوتیک در اسپانیاست. کوئنکا همچنین به خاطر casas colgadas، یعنی خانه‌هایی که از لبهٔ یک صخره آویزان هستند، مشهور است. | [ ۳۳ ] [ ۳۴ ] |
| ۲۶ | لا لونخا                                                                       | یونجا دِ لا سِدا در والنسیا                                          | والنسیا                                                     | ۱۹۹۶       | ۷۸۲(i)(iv)                 | لا لونخا (که با تلفظ یوتخا در والنسیایی ادا می‌شود) د لا سِدا به معنی تجارت ابریشم است و اصطلاحاً به مجموعهٔ بناهایی با معماری گوتیک گفته می‌شود که ثروت والنسیا را به عنوان یک شهر مهم مدیترانه‌ای و بازرگانی اروپایی در آن دوره نشان می‌داد. | [ ۳۵ ] [ ۳۶ ] |
| ۲۷ | مدولاس                                                                         | لاس مدولاس                                                         | کاستیا و لئون                                               | ۱۹۹۷       | ۸۰۳(i)(ii)(iii)(iv)        | رومی‌ها معدن طلایی را در پومفرادا تأسیس کردند و دو قرن در این سایت کار کردند. آن‌ها گونه‌ای اولیه از استخراج هیدرولیکی را اختراع کرده بودند که با برش صخره‌ها و ایجاد قنات، آب لازم برای عملیات را تأمین کنند. بقایای کارگاه رومی‌ها از اوایل قرن سوم که معدن را ترک کردند، تاکنون به جا مانده و منظرهٔ صخره‌ای و زیرساخت‌های معدن امروزه دست نخورده است. | [ ۳۷ ] [ ۳۸ ] |
| ۲۸ | Hospital de Sant Pau                                                           | کاخ موسیقی کاتالان و بیمارستان سنت پائول، بارسلون                  | کاتالونیا                                                   | ۱۹۹۷       | ۸۰۴(i)(ii)(iv)             | هر دو بنا در قرن بیستم با طراحی لوییز دومانچه‌ای مونتانر احداث شدند و از معماری مدرنیسم در جنبش هنر نو برخوردار هستند که آن روزگار در بارسلون بسیار محبوب بود. این دو اثر شاهکارهای مونتانر به حساب می‌آیند. | [ ۳۹ ]        |
| ۲۹ | سن میان                                                                        | صومعه‌های سن میان یوسو و سوسو                                       | لاریوخا                                                     | ۱۹۹۷       | ۸۰۵(ii)(iv)(vi)            | صومعه اصلی سوسو در اواسط قرن ششم تأسیس شد و مکانی است که گلاسای امیلیانسس در آن نوشته شده‌اند. این کدها به‌عنوان اولین نمونه‌های نوشتاری زبان اسپانیایی و زبان باسکی محسوب می‌شوند و این صومعه به‌عنوان زادگاه زبان اسپانیایی نوشتاری و گفتاری شناخته می‌شود. صومعه جدید یوسو در قرن شانزدهم ساخته شد. | [ ۴۰ ]        |
| ۳۰ | Rock art in Côa                                                                | هنر سنگ‌نگاری پیشاتاریخی در دره کوآ و سیگا ورده                     | کاستیا و لئون                                               | ۱۹۹۸، ۲۰۱۰ | ۸۶۶(i)(iii)                | فهرست اولیه در سال ۱۹۹۸ شامل نمونه‌هایی از هنر سنگی پارینه‌سنگی زبرین در درهٔ کوآ پرتغال بود. در سال ۲۰۱۰، این فهرست به‌منظور گنجاندن ۶۴۵ نقش در منطقه باستان‌شناسی سیِگا ورده در اسپانیا گسترش یافت. این دو مکان نمایانگر مجموعه‌ای از بهترین آثار هنری پارینه‌سنگی باز در شبه‌جزیره ایبری هستند. | [ ۴۱ ]        |
| ۳۱ | نقش گوزن                                                                       | هنر سنگ‌نگاری حوزه مدیترانه‌ای ایبری                                 | اندلس، آراگون، کاستیا-لا مانچا، کاتالونیا، مورسیا و والنسیا | ۱۹۹۸       | ۸۷۴(iii)                   | این مکان شامل بیش از ۷۵۰ نمونه از هنر سنگ‌نگاری از دوره پیشاتاریخ متأخر است که تصاویری از اشکال هندسی تا صحنه‌های شکار مردان را به تصویر می‌کشد. | [ ۴۲ ] [ ۴۳ ] |
| ۳۲ |                                                                                | تاریکو                                                             | کاتالونیا                                                   | ۲۰۰۰       | ۸۷۵(ii)(iii)               | شهر برجسته رومی تاراکو در محل تاراگونا امروزی به عنوان پایتخت استان‌های هیسپانیا سیتریور و بعدها هیسپانیا تاراکوننسیس شناخته می‌شد. آمفی‌تئاتر تاراگونا در قرن دوم ساخته شد. بیشتر بقایا تنها قطعاتی مجزا هستند یا زیر ساختمان‌های مدرن‌تر حفظ شده‌اند. | [ ۴۴ ] [ ۴۵ ] |
| ۳۳ | دانشگاه انارس                                                                  | دانشگاه و حوزهٔ تاریخی الکالا د انارس                               | مادرید                                                      | ۱۹۹۸       | ۸۷۶(ii)(iv)(vi)            | فرانسیسکو خیمنز دی سیسنروس در سال ۱۴۹۹ دانشگاه آلکالا را تأسیس کرد و اولین نمونه از شهر دانشگاهی برنامه‌ریزی شده بود که به عنوان الگویی برای سایر دانشگاه‌های اروپایی و مبلغان اسپانیایی در آمریکا خدمت می‌کرد. این شهر زادگاه میگل د سروانتس است که به دلیل مشارکت‌هایش در زبان اسپانیایی و ادبیات غرب شناخته شده است. | [ ۴۶ ] [ ۴۷ ] |
| ۳۴ | سان کریستبال د لا لاگونا                                                       | سان کریستبال د لا لاگونا                                           | جزایر قناری                                                 | ۱۹۹۹       | ۹۲۹(ii)(iv)                | این شهر دارای بخش بالای اصلی و بدون برنامه‌ریزی شده و بخش پایینی "شهر-قلمرو" است. این اولین شهر استعماری غیر استحکامی اسپانیا بود و به عنوان الگویی برای توسعه در آمریکا خدمت کرد. بسیاری از ساختمان‌های مذهبی و دیگر ساختمان‌های عمومی و خصوصی به قرن شانزدهم برمی‌گردند. | [ ۴۸ ] [ ۴۹ ] |
| ۳۵ | الچه                                                                           | نخلستان الچه                                                       | والنسیا                                                     | ۲۰۰۰       | ۹۳۰(ii)(v)                 | نخلستان الچه به‌صورت رسمی با سیستم‌های آبیاری توسط مورها در قرن دهم طراحی شد. این نخلستان نمونه نادری از روش‌های کشاورزی عربی در اروپا است. نخلستان الچه، که از باغ‌هایی از درختان خرما تشکیل شده، زمان ساخت شهر مسلمان‌نشین الچه، در اواخر قرن دهم میلادی، به وجود است، هنگامی که بیشتر شبه‌جزیره ایبریایی عرب بود. نخلستان الچه یک واحه و سیستمی برای تولید کشاورزی در مناطق خشک است. همچنین نمونه منحصر به فردی از روش‌های کشاورزی عربی در قاره اروپا محسوب می‌شود. کشت درختان خرما در الچه حداقل از زمان ایبریاییان، حدود قرن پنجم قبل از میلاد، شناخته شده است. | [ ۵۰ ]        |
| ۳۶ | دیوار لوگو                                                                     | دیوار رومی لوگو                                                    | گالیسیا                                                     | ۲۰۰۰       | ۹۸۷(iv)                    | دیوارهایی که برای حفاظت از شهر رومی لوکوس در قرن سوم ساخته شده‌اند، به‌طور کامل دست نخورده باقی مانده‌اند و بهترین نمونه باقی‌مانده در اروپای غربی هستند. | [ ۵۱ ]        |
| ۳۷ |                                                                                | کلیساهای رومانسک کاتالان در دره بویی                               | کاتالونیا                                                   | ۲۰۰۰       | ۹۸۸(ii)(iv)                | درهٔ کوچک بی د بوئی در لبهٔ کوهستان پیرنه دارای چند کلیسا با معماری رمانسک تزئین شده با نقاشی‌های دیواری، مجسمه‌ها و محراب‌های رمانسکی است. کلیساها به خاطر برج‌های بلند و مربع خود بی‌نظیر هستند. | [ ۵۲ ] [ ۵۳ ] |
| ۳۸ | آتاپوئرکا                                                                      | مکان‌های باستان‌شناسی آتاپوئرکا                                      | کاستیا و لئون                                               | ۲۰۰۰       | ۹۸۹(iii)(v)                | غارهای واقع در کوه‌های آتاپوئرکا شامل بقایای فسیلی اولین انسان‌های کشف‌شده در اروپا است که قدمت آن‌ها به حدود یک میلیون سال پیش برمی‌گردد. سیما د لوس اوسوس یا "گودال استخوان‌هاً بزرگ‌ترین مجموعه فسیل‌های انسانی جهان را در خود جای داده است. | [ ۵۴ ] [ ۵۵ ] |
| ۳۹ | باغ قصر آرانخوئز                                                               | چشم‌انداز فرهنگی آرانخوئز                                           | مادرید                                                      | ۲۰۰۱       | ۱۰۴۴(ii)(iv)               | مناظر اطراف کاخ سلطنتی آرانخوئز توسط خانواده سلطنتی اسپانیا در طول سه قرن توسعه یافته و شامل ایده‌های نوآورانه در زمینه باغداری و طراحی است. این منطقه تا قرن نوزدهم که شهر مدنی مدرن توسعه یافت، ملک انحصاری خانواده سلطنتی بود. | [ ۵۶ ] [ ۵۷ ] |
| ۴۰ | ویسکایا                                                                        | پل ویسکایا                                                         | باسک                                                        | ۲۰۰۶       | ۱۲۱۷(i)(ii)                | این پل را آلبرتو پالاسیو در سال ۱۸۹۳ برای عبور از رود نرویون و اتصال دو شهر گتسو و پورتوگالته طراحی کرد، تا بدون ایجاد اختلال در ترافیک دریایی بندر بیلبائو، افراد و محموله بتوانند بین دو شهر رفت و آمد کنند. این پل اولین پل نقاله در جهان است. | [ ۵۸ ] [ ۵۹ ] |
| ۴۱ | کوه تیده                                                                       | پارک ملی تئیده                                                     | جزایر قناری                                                 | ۲۰۰۷       | ۱۲۵۸(vii)(viii)            | پارک ملی تیده در جزیره تنریفه قرار دارد و دارای آتشفشان تئیده است که با ارتفاع ۳۷۱۸ متر، بلندترین قله در خاک اسپانیا است. این قله ۷۵۰۰ متر از کف اقیانوس بالا می‌رود و به عنوان سومین سازه آتشفشانی بلند جهان شناخته می‌شود. | [ ۶۰ ]        |
| ۴۲ | برج هرکول                                                                      | برج هرکول                                                          | گالیسیا                                                     | ۲۰۰۹       | ۱۳۱۲(iii)                  | رومیان این فانوس دریایی را به ارتفاع ۵۵ متر (۱۸۰ فوت) بر روی یک صخره به ارتفاع ۵۷ متر (۱۸۷ فوت) ساختند تا ورودی بندر A Coruña را علامت‌گذاری کنند. این تنها فانوس دریایی کاملاً حفظ‌شده و عملیاتی رومی است. | [ ۶۱ ]        |
| ۴۳ | سرا د ترامونتاتا                                                               | چشم‌انداز فرهنگی سِرا د ترامونتانا                                   | جزایر بالئاری                                               | ۲۰۱۱       | ۱۳۷۱(ii)(iv)(v)            | منظر فرهنگی کوهستان ترامونتانا در سواحل شمال غربی مایورکا به‌واسطه هزاران سال کشاورزی که شامل دستگاه‌های مدیریت آب مانند تراس‌های کشاورزی، کارهای آبی مرتبط -از جمله آسیاب‌های آبی- و ساخت‌وسازهای سنگ خشک و مزارع است، تغییر کرده است. این منظر حول واحدهای کشاورزی با منشأ فئودالی می‌چرخد. | [ ۶۲ ]        |
| ۴۴ | معدن المادن                                                                    | میراث جیوه. آلمادن و ایدریا                                        | کاستیا-لا مانچا                                             | ۲۰۱۲       | ۱۳۱۳(ii)(iv)               | این مجموعه شامل سایت‌های معدنی آلمادین (اسپانیا) است، جایی که از دیرباز جیوه (جیوه سریع) استخراج شده است و آیدریا (اسلوونی) که در سال ۱۴۹۰ میلادی جیوه برای اولین بار پیدا شد. سایت اسپانیایی شامل ساختمان‌هایی است که به تاریخچه معدن‌کاری آن مرتبط هستند، از جمله قلعه رتامار، ساختمان‌های مذهبی و خانه‌های سنتی. سایت آیدریا به ویژه دارای انبارهای جیوه و زیرساخت‌ها، همچنین محل‌های زندگی معدن‌چیان و یک تئاتر معدن‌چیان است. این سایت‌ها شهادت‌دهنده تجارت بین قاره‌ای جیوه هستند که مبادلات مهمی بین اروپا و آمریکا در طول قرن‌ها ایجاد کرده‌اند. آنها به‌طور جمعی دو بزرگ‌ترین معادن جیوه در جهان را نمایندگی می‌کنند که تا زمان‌های اخیر فعال بوده‌اند. | [ ۶۳ ]        |
| ۴۵ | Dolmen of Menga                                                                | محوطه دولمن‌های آنتکورا                                             | اندلس                                                       | ۲۰۱۶       | ۱۵۰۱(i)(iii)(iv)           | این سایت که در قلب آندلس در جنوب اسپانیا واقع شده است، شامل سه بنای خرسنگی است: دولمن‌های منگا و ویرا و تیلوس الرومرال، و دو بنای طبیعی: پنا د لوس انامورادوس و کوهستان‌های ال تورکال است که از نقاط برجسته در این منطقه هستند. این بناها که در دوران نوسنگی و عصر برنز از بلوک‌های بزرگ سنگی ساخته شده‌اند، اتاق‌هایی با سقف‌های لنتیل یا گنبدهای کاذب تشکیل می‌دهند. این سه مقبره که در زیر تپه‌های خاکی اصلی خود دفن شده‌اند، یکی از برجسته‌ترین آثار معماری پیشاتاریخی اروپا و یکی از مهم‌ترین نمونه‌های خرسنگی اروپایی هستند. | [ ۶۴ ]        |
| ۴۶ | Lillas river in the Tejera Negra beech grove (Cantalojas, Guadalajara, Spain). | جنگل‌های کهنسال راش کارپات و مناطق دیگر اروپا                       | کاستیا و لئون، نابارا، کاستیا-لا مانچا، و مادرید            | ۲۰۱۷       | ۱۱۳۳(ix)                   | جنگل‌های باستانی راش در کارپات‌ها برای مطالعه گسترش درخت راش (راش اروپایی) در نیمکره شمالی در محیط‌های مختلف و محیط جنگل استفاده می‌شوند. افزودن جنگل‌های باستانی راش آلمان در سال ۲۰۱۱ شامل پنج جنگل با مساحت کل ۴٬۳۹۱ هکتار (۱۰٬۸۵۰ جریب فرنگی) بود که به ۲۹٬۲۷۸ هکتار (۷۲٬۳۵۰ جریب فرنگی) جنگل‌های راش اسلواکی و اوکراین که در سال ۲۰۰۷ در فهرست میراث جهانی ثبت شده بودند، اضافه شد. این سایت در سال ۲۰۱۷ نیز گسترش یافت تا جنگل‌هایی از ۹ کشور اروپایی دیگر را نیز شامل شود. | [ ۶۵ ]        |
| ۴۷ | مدینة الزهرا                                                                   | مدینة الزهراء                                                      | اندلس                                                       | ۲۰۱۸       | ۱۵۶۰(iii)(iv)              | شهر مدینه الزهراء یک سایت باستان‌شناسی از شهری است که در اواسط قرن دهم میلادی توسط خاندان اموی به عنوان مرکز خلافت کوردوبا ساخته شد. پس از چندین سال رونق، این شهر در طول جنگ داخلی که به خلافت پایان داد (۱۰۰۹–۱۰)، ویران شد. | [ ۶۶ ]        |
| ۴۸ | Risco Caído                                                                    | ریسکو کایدو و چشم‌انداز فرهنگی کوهستان مقدس گرن کاناریا             | جزایر قناری                                                 | ۲۰۱۹       | ۱۵۷۸(iii)(v)               | در یک منطقه وسیع کوهستانی در مرکز جزیره گرن کاناریا، ریسکو کائیدو شامل صخره‌ها، دره‌ها و تشکیلات آتشفشانی در یک چشم‌انداز با تنوع زیستی غنی است. این چشم‌انداز شامل تعداد زیادی از سکونتگاه‌های غاری — سکونتگاه‌ها، انبارها و آب‌انبارها — است که قدمت آن‌ها نشان‌دهنده حضور یک فرهنگ پیش‌اسپانیایی در جزیره است که به‌طور جداگانه توسعه یافته است. از ورود بربرهای شمال آفریقا، در حدود آغاز دورهٔ ما، تا اولین ساکنان اسپانیایی در قرن ۱۵. مجموعه غاری همچنین شامل حفره‌های عبادت و دو معبد مقدس، یا الموگارنس — ریسکو کائیدو و روک بنتایگا — است که در آن مراسم فصلی برگزار می‌شدند. این معابد احتمالاً به یک عبادت احتمالی از ستارگان و مادر زمین مرتبط هستند. | [ ۶۷ ]        |
| ۴۹ | Prado Museum                                                                   | پاسئو دل پرادو و پارک بوئن رتیرو، مادرید                           | مادرید                                                      | ۲۰۲۱       | ۱۶۱۸(ii)(iv)(vi)           | در قلب شهری مادرید واقع شده، این چشم‌انداز فرهنگی از زمان ایجاد خیابان پر درخت پاسئو دل پرادو، نمونه‌ای از آلامدا اسپانیایی، در قرن ۱۶ تکامل یافته است. این خیابان دارای چشمه‌های بزرگ، به ویژه فونته د آپولو و فونته د نپتونو، و فونته د سیبلس، نماد برجسته شهر، که توسط ساختمان‌های برجسته احاطه شده‌اند، می‌باشد. این مکان یک ایده جدید از فضای شهری و توسعه را از دوران مطلق‌گرایی روشنفکری قرن ۱۸ به نمایش می‌گذارد. ساختمان‌های اختصاص داده شده به هنرها و علوم، در این مکان به ساختمان‌های صنعت، بهداشت و پژوهش پیوسته‌اند. به‌طور جمعی، آنها آرزوی یک جامعه آرمانی در اوج امپراتوری اسپانیا را به تصویر می‌کشند، که به ایده روشنفکری دموکراتیزاسیون دانش مرتبط بوده و تأثیر عمده‌ای در آمریکای لاتین داشته است. باغ ۱۲۰ هکتاری بوئن رتیرو، که باقی‌مانده‌ای از کاخ بوئن رتیرو قرن ۱۷ است، بخش بزرگی از این ملک را تشکیل می‌دهد. این مکان همچنین میزبان باغ گیاه‌شناسی سلطنتی تراسی و محله مسکونی عمدتاً منطقه بارریو جرونیموس با تنوع غنی از ساختمان‌های قرن ۱۹ و ۲۰ است که شامل محل‌های فرهنگی و علمی می‌باشد. | [ ۶۸ ]        |
| ۵۰ | Naveta des Tudons                                                              | سایت‌های پیشاتاریخی تالایوتیک منورکا                                | جزایر بالئاری                                               | ۲۰۲۳       | ۱۵۲۸(iii)(iv)              | در جزیره منورکا در دریای مدیترانه غربی قرار گرفته‌اند، این سایت‌های باستان‌شناسی در چشم‌اندازهای زراعی-دامداری واقع شده‌اند. این سایت‌ها نشان‌دهنده حضور جوامع پیش‌تاریخی در جزیره هستند و تنوعی از سکونتگاه‌ها و مکان‌های دفن پیش‌تاریخی را نمایش می‌دهند. مواد، فرم‌ها و موقعیت‌های ساختارهایی که از عصر برنز (۱۶۰۰ پیش از میلاد) تا اواخر عصر آهن (۱۲۳ پیش از میلاد) تاریخ‌گذاری شده‌اند، نشان‌دهنده تکامل یک معماری «سیکلوپی» ساخته‌شده با بلوک‌های بسیار بزرگ سنگ هستند. جهت‌گیری‌های نجومی و ارتباطات بصری بین ساختارهای پیش‌تاریخی نشان‌دهنده شبکه‌هایی با معانی احتمالی کیهانی هستند. | [ ۶۹ ]        |

## بر پایه استان
| استان                        | مجزا | مشترک | مجموع |
| ---------------------------- | ---- | ----- | ----- |
| کاستیا و لئون                | ۶    | ۳     | ۹     |
| اندلس                        | ۷    | ۱     | ۸     |
| کاتالونیا                    | ۵    | ۱     | ۶     |
| کاستیا-لا مانچا              | ۲    | ۳     | ۵     |
| مادرید (بخش خودمختار)        | ۴    | ۱     | ۵     |
| آراگون                       | ۱    | ۳     | ۴     |
| جزایر قناری                  | ۴    | —     | ۴     |
| گالیسیا                      | ۳    | ۱     | ۴     |
| آستوریاس                     | ۱    | ۲     | ۳     |
| اکسترمادورا                  | ۳    | —     | ۳     |
| بخش خودمختار والنسیا         | ۲    | ۱     | ۳     |
| جزایر بالئاری                | ۳    | —     | ۳     |
| سرزمین باسک (منطقه خودمختار) | ۱    | ۱     | ۲     |
| استان لاریخا                 | ۱    | ۱     | ۲     |
| استان کانتابریا              | —    | ۲     | ۲     |
| نابارا                       | —    | ۲     | ۲     |
| مورسیا                       | —    | ۱     | ۱     |

## فهرست آزمایشی
افزون بر سایت‌های موجود در فهرست میراث جهانی، کشورهای عضو می‌توانند فهرستی از سایت‌های آزمایشی را که ممکن است برای نامزدی در نظر بگیرند، در این فهرست قرار دهند. نامزدها در فهرست میراث جهانی تنها در صورتی پذیرفته می‌شوند که سایت پیش‌تر در فهرست آزمایشی قرار داشته باشد.
اسپانیا ۳۲ نامزد در این فهرست دارد.
| #  | نگاره                      | نام                                                    | موقعیت                                                                                          | سال ثبت | ش ثبتمعیارها                | شرح | منبع    |
| ۱  |                            | ریبیرا ساکرا                                           | استان اورنسه و استان لوگو                                                                       | ۱۹۸۴    | ۱۲۲۸(ii)(iii)(iv)(v)        | ربیرا ساکرا در گذر خود از لوگو و دهستان اورنسه، با مسیر جریان رودخانه‌های مینو و سیل عبور می‌کند. این منطقه، از نظر جغرافیایی بسیار خوب، به دلیل غنای تاریخی و صومعه‌های قدیمی ریبیرا مشهور است. | [ ۷۱ ]  |
| ۲  |                            | هنر رمانسک در کاستیا و لئون و کانتابریا                | کاستیا و لئون، کانتابریا                                                                        | ۱۹۹۸    | ۱۰۱۷(ii)(iv)(v)             | دره‌های بلند رودخانه‌های پیسوئرخا و اِبرو، در شمال کاستیا-لئون و جنوب کانتابریا، تعداد زیادی از ساختمان‌های معماری رمانسک را حفظ کرده‌اند و تقریباً صد آثار از این سبک یا بقایای مهم معماری یا مجسمه‌سازی را در خود دارند. | [ ۷۲ ]  |
| ۳  |                            | دژهای مستحکم مرزی                                      | کاستیا و لئون                                                                                   | ۱۹۹۸    | ۱۰۲۱(ii)(iii)(iv)           | استحکامات مرزی به شکل دژ و قلعه که در مناطقی از اسپانیا واقع شده که به کشورهای همسایه، یعنی پرتغال و فرانسه مرز دارند. بین اواخر قرن شانزدهم یا شروع قرن هفدهم و اواخر قرن ۱۸ میلادی این قلاع ساخته شده‌اند. | [ ۷۳ ]  |
| ۴  |                            | راه نقره                                               | کاستیا و لئون، اکسترمادورا                                                                      | ۱۹۹۸    | ۱۰۲۴(ii)(iii)(iv)(v)        | این مسیر شامل دو زیرشاخه است، اولین شاخه از جاده رومی که از مریدا، وارد آستورگا می‌شد و دیگری از همان نقطه عزیمت شروع شده و به دهانه گوادیانا در آیامونته می‌رسد. عرض این مسیر تقریباً شش متر است و ترکیب مواد تشکیل دهنده آن و همچنین مورفولوژی ساختار آن در رابطه با زمین‌شناسی و اوروگرافی در برابر آن متفاوت است. | [ ۷۴ ]  |
| ۵  |                            | آسیاب بادی مدیترانه‌ای                                  | مورسیا، کاستیا-لا مانچا، والنسیا                                                                | ۱۹۹۸    | ۱۰۳۰(ii)(iii)(iv)(v)        | دشت کارتاخنا، اسپانیا در جنوب استان مورسیا بین رشته کوه‌های کراسکوی و کارتاخنا، اسپانیا واقع شده است. این دشت از سمت شمال شرقی با مار منور و از سمت غرب با کریدور دل گودالتین هم‌مرز است و مساحتی حدود ۱۷۰۰ کیلومتر مربع دارد. این دره یک فرونشست تکتونیکی است که لایه‌های پالئوزوئیک و تریاسیک را تحت تأثیر قرار داده است و بعدها با رسوبات نئوژن و کواترنر پوشیده شده است. در این منطقه می‌توان خاکی را مشاهده کرد که به میزان بیشتری یا کمتری تکامل یافته است. | [ ۷۵ ]  |
| ۶  |                            | مجموعهٔ باستان‌شناسی یونانی در امپوریس، له‌اسکالا، خیرونا | خیرونا                                                                                          | ۲۰۰۲    | ۱۰۵۱(i)(ii)(vi)             | شهر باستانی یونانی-رومی امپوریس در منطقه اسکالا، در بخش آلت امپوردا، استان خیرونا، در شمال شرقی شبه‌جزیره ایبریا (کوستا براوا) قرار دارد. امپوریس تنها محوطه باستان‌شناسی در شبه‌جزیره ایبری است که در آن بقایای یک شهر یونانی (امپوریون) و یک شهر رومی (امپوریائه) با هم ترکیب شده‌اند. | [ ۷۶ ]  |
| ۷  |                            | سواحل مدیترانه‌ای پیرنه                                 | خیرونا                                                                                          | ۲۰۰۴    | ۱۹۸۶(ii)(iv)(v)(vii)(ix)(x) | این یک چشم‌انداز فرهنگی است که توسط رشته کوه‌های پیرنه در دریای مدیترانه شکل گرفته است. با ساحل صخره‌ای کپس بیر و کرئوس، توده‌های کوهستانی آلبارس، این یک چشم‌انداز طبیعی با کیفیت استثنایی است که همچنین دارای غنای بزرگی در تنوع زیستی هم دریایی و هم زمینی است. آلت امپوردا نمونه‌ای از سواحل مدیترانه‌ای با ویژگی‌های استثنایی، مانند تاکستان ساحلی بانول و تغییرات شگفت‌انگیز آن است. این منطقه با حضور انسان‌ها و معاملات مدیترانه‌ای از زمان‌های بسیار دور حائز اهمیت بود و اثرات تاریخی قوی (یونانی، رومی، قرون وسطایی و مدرن) آن به آثار تعدادی از بزرگ‌ترین هنرمندان اروپایی قرن بیستم که در جستجوی نور و رنگ بودند، راه یافت. | [ ۷۷ ]  |
| ۸  |                            | مسیرهای مال‌رویِ مِستا                                    | کاستیا و لئون                                                                                   | ۲۰۰۷    | ۵۱۲۸(v)(vi)                 | افزایش دام در اسپانیا باعث ایجاد یک شبکه جاده‌ای، به نام کانیادا رئال، برای مهاجرت‌های چرخه‌ای در طول مسیرهای دیرینه شد، که از نظر مادی و فرهنگی منحصر به فرد هستند. در مورد اسپانیا، آنها بسته به عرض خود کانیاداس، کوردلِس و وِرِداس نامیده می‌شوند و در اصل توسط انجمن صنفی کشاورزی مِستا در سال ۱۲۷۳ ایجاد شدند و تاکنون با قوانین حفظ شده‌اند. این یک شبکه محکم از جاده‌های به هم پیوسته به شکل "کشتی‌های ارتباط دائمی " است که ۱۲۵۰۰۰ کیلومتر از آن هنوز هم وجود دارد. علاوه بر استفاده سنتیِ آن‌ها توسط کشاورزان دامدار، این شبکه از مسیرهای دیرینه با توجه به ثروت زیست‌محیطی، هنری، تاریخی و اجتماعی پیرامون این مکان‌های حوزه عمومی، میراث فرهنگی با بالاترین ملاحظه است. | [ ۷۸ ]  |
| ۹  | پل رومی تریسلا سامسون      | جاده‌های رومی                                           | کاستیا-لا مانچا، اندلس، کاتالونیا و والنسیا                                                     | ۲۰۰۷    | ۵۱۳۰(i)(ii)(iv)(v)(vi)      | از بین تمام تمدن‌های گذشته، تمدن رومی اولین جایی بود که از همان ابتدا ساخت و سازهای منظم جاده‌ها را پیش‌بینی کرد. ایجاد یک شبکه جاده ای بسیار گسترده فقط به لطف سازمان اداری منظم رم که در استان‌های مختلف امپراتوری توسعه یافته بود، امکان‌پذیر بود. اتصال کامل این جاده‌ها، توسعه تجارت و صنعت روم، پیشرفت شهرهای آن و احتمالاً مهم‌ترین موفقیت همه، وجود روم به عنوان یک کشور را تسهیل می‌کرد. این جاده‌ها تمام استان‌ها را از صحرا تا آسیای صغیر، یونان و بالکان، دشت‌های آلمان و گل، ایتالیا و هیسپانیا متحد می‌کردند. | [ ۷۹ ]  |
| ۱۰ |                            | آنکارس–سمیدو                                           | آستوریاس، کاستیا و لئون و گالیسیا                                                               | ۲۰۰۷    | ۵۱۳۲(v)(vii)(ix)(x)         | این سایت شامل زمین‌های کوهستانی از محدوده کانتابری است که با همزیستی ارزش‌های زیست‌محیطی برجسته و همراه با میراث قوم نگاری منحصر به فردی که شاهد روش اجدادی انسان برای بهره‌برداری از منابع است، حفظ شده و برای توسعه محلی و گردشگری پایدار بازیابی می‌شود. | [ ۸۰ ]  |
| ۱۱ |                            | قلعه لوئاره                                            | اوئسکا                                                                                          | ۲۰۰۷    | ۵۱۳۵(iv)                    | این قلعه، بی‌شک یکی از بهترین برج و باروهای آراگون است که در قرن یازدهم میلادی ساخته شد و بعد از آن، در اواخر قرن دوازدهم، دیواری در اطراف آن ساخته شد. قدیمی‌ترین قسمت در زمان سانچو بزرگ (۱۰۲۰–۳۰ میلادی) ساخته شده است. سانچو رامیرس (۱۰۶۴–۱۰۹۴) جامعه‌ای از شوالیه‌های سنت آگوستینی را در اینجا تأسیس کرد. | [ ۸۱ ]  |
| ۱۲ |                            | میراث تاریخی عصر روشنگری در فرول                       | لاکرونیا                                                                                        | ۲۰۰۷    | ۵۱۳۸(i)(ii)(iii)(iv)        | «فرول روشنگری» یک مجموعهٔ تاریخی است که معماری آن وحدت خاصی دارد: وحدت در فضا که توسط جغرافیای رودخانه فرول نشان داده شده است، وحدت در زمان آن پروژه‌ها و اجرای مادی که متعلق به قسمت دوم قرن شانزدهم میلادی است و استمرار آن تا قرن نوزدهم، و وحدت زیبایی‌شناسی که توسط سبک و فناوری دانشگاهی آن فراهم آمده. این مجموعه که شامل بیش از پنجاه ساختار معماری و مهندسی بندری و نظامی است، تعامل بین محیط طبیعی و ساخته‌شده توسط انسان را به خوبی نشان می‌دهد و به عنوان نمایانگر تحولات معماری در دوران روشنگری شناخته می‌شود. | [ ۸۲ ]  |
| ۱۳ |                            | میراث تاریخی معادن                                     | آراگون، جزایر بالئاری، کاستیا و لئون، کاستیا-لا مانچا، کاتالونیا، مورسیا، باسک، آستوریاس، اندلس | ۲۰۰۷    | ۵۱۳۹(i)(ii)(iv)             | هفده معدن در مناطق مختلف کشور را شامل می‌شود که از نظر اشکال، مواد و تکنیک‌های ساختمان بدون همپوشانی یا تغییر قابل توجه، از اصالت کافی برخوردار هستند. درک صحیح از عملکرد گذشته معادن به عنوان فناوری استخراج معادن، معماری، سبک زندگی مرتبط با این محل‌ها و نبوغ انسانی که برای استخراج و پردازش مواد معدنی لازم بود، حائز توجه است. | [ ۸۳ ]  |
| ۱۴ |                            | پلاسنسیا، مونفراکونه وتروخیو                           | کاسرس                                                                                           | ۲۰۰۹    | ۵۴۱۷(ii)(iv)(v)(x)          | این چشم‌انداز پیشنهادی میراث مجموعه‌ای نیست، اما بر اساس سه ستون اساسی پیشنهاد شده است. پلاسنسیا و تروخیو دو مجموعه تاریخی هستند که دارای اعتبار تاریخی، شهری، معماری و میراث به رسمیت شناخته شده‌اند و تأثیرات تاریخی، ملی، اروپایی و آمریکای لاتین در آن‌ها آشکار است. | [ ۸۴ ]  |
| ۱۵ |                            | کلیسای جامع خائن                                       | خائن                                                                                            | ۲۰۱۲    | ۵۶۶۷(i)(ii)(iv)             | در سال ۲۰۰۳ دو بنای رنسانس در شهرهای بائسا و اویدا به ثبت جهانی رسید. پیشنهاد شده کلیسای شهر خائن نیز به این دو بنا افزوده شود. | [ ۸۵ ]  |
| ۱۶ |                            | وایه سالادو د آنیانا                                   | آلابا                                                                                           | ۲۰۱۲    | ۵۶۹۳(iii)(iv)(v)            | منظره فرهنگی وایه سالادو در جنوب غربی منطقه خودمختار باسک واقع شده است. ارزش این منظره منحصر به فرد، در سامانه‌ای تولید نمک است که نه تنها معماری غیرمعمولی، شامل تراس‌های مبهم ساخته شده توسط انسان، دارد؛ بلکه در گذر قرن‌ها زمان، صدها کانال برای توزیع آب نمک در سراسر دره با استفاده از سیستم توزیعی با بیش از ۱۲۰۰ سال سابقه مستند ساخته. چشمه‌ها از ۲۰۰ میلیون سال پیش نمک را از دریای باستانی سابق تأمین می‌کردند و محیط نمکی منجر به وجود تنوع زیستی شور شده و آن را به تالابی با اهمیت بین‌المللی تبدیل کرده است. | [ ۸۶ ]  |
| ۱۷ |                            | چشم‌انداز فرهنگی شراب ریوخا                             | لاریوخا و باسک                                                                                  | ۲۰۱۳    | ۵۷۹۳(ii)(iii)(v)(vi)        | ریوخا یکی از شراب‌های معروف جهان را ساخته و این موقعیت را نه تنها به لطف کیفیت ممتاز خود، بلکه به دلیل پیشینه تاریخی و فرهنگی فوق‌العاده طولانی به دست آورده است. این ملک شامل ۶۰۳ کیلومتر مربع و منطقه حائل ۵۵۴ کیلومتر مربع است. اینجا مهم‌ترین نماینده برای تولید شراب منطقه‌ای است که از اوایل قرون وسطی بدون وقفه کار تاکستان‌هایش ادامه داشت و نشانه‌هایی مبنی بر اینکه این روند ممکن است به زمان رومیان بازگردد، وجود دارد. این یک منظره فرهنگی استثنایی، نتیجه تلاش انسان برای سازگاری با محیط و توسعه فرهنگی است که به شدت با دنیای شراب که به ۲۰۰۰ سال می‌رسد، وابسته است. | [ ۸۷ ]  |
| ۱۸ |                            | چشم‌انداز پرورات،مونسان و سیورانا                       | تاراگونا                                                                                        | ۲۰۱۴    | ۵۸۵۴(v)(vi)                 | این ناحیه یک منطقه کوهستانی کوچک در مدیترانه غربی و کاتالونیا است که وسعت آن به ۵۱٬۵۶۲٬۴۰ هکتار می‌رسد. این مکان خاص جغرافیایی از مناطق داخلی مدیترانه، همراه با تنوع ژئومورفولوژیکی عالی آن، کمتر نقطهٔ مصنوعی دارد. محیط پیشنهادی شامل شواهدی مداوم از تقریباً ۴۰۰ میلیون سال گذشته تاریخ زمین‌شناسی است. | [ ۸۸ ]  |
| ۱۹ |                            | رواق سانتا ماریا در ریپوی                              | خیرونا                                                                                          | ۲۰۱۵    | ۵۹۷۹ (ii)(iii)(vi)          | رواق صومعهٔ سانتا ماریا در سهر ریپوی، که در قرن دوازدهم ساخته شده است، شاهکار هنر رمانسک است، یک طاق نصرت باشکوه که به کلیسای سانتا ماریا منتهی می‌شود. این درگاه منحصر به فرد است و به نام «کتاب مقدس سنگی» نامگذاری شده است، و به عنوان یک نقطه عطف غیرقابل انکار در هنر رومانسک کاتالان محسوب می‌شود. | [ ۸۹ ]  |
| ۲۰ |                            | تورو د لا سئو بیا د ییدا                               | ییدا                                                                                            | ۲۰۱۶    | ۶۰۷۹ ii, iv, vi             | این مجتمع، در قلب شهر ییدا (لریدا)، از نظر جغرافیایی بر روی پیشانیِ یک دشت بزرگ آبرفتی قرار دارد و سه عنصر معماری را ارائه می‌دهد که مهم‌ترین و نمادین‌ترین میراث سرزمین‌های داخلی کاتالونیا را تشکیل می‌دهد. تورو هویت و اراده بقای شهر و محیط اطراف آن را گرد هم می‌آورد و موقعیت استراتژیک آن را به یک مرجع اساسی تاریخی برای تاج آراگون در دوران قرون وسطایی و همچنین شکل‌گیری کشورهای اروپایی دوران مدرن بدل می‌سازد. | [ ۹۰ ]  |
| ۲۱ |                            | صومعه سانتا ماریا د لا رابیدا و لوگارس کلمبینوس        | اندلس                                                                                           | ۲۰۱۶    | ۶۰۸۰ (ii)(iii)(vi)          | صومعه سانتا ماریا د لا رابیدا و اماکن یادبود کلمبوس، نماینده‌ترین بناهای عصر اکتشاف آمریکا، یک رویداد مهم برای تاریخ بشریت، هستند. در عین حال، لا رابیدا خود به عنوان سمبل جنبش آمریکایی‌گرایانه، یک روند فکری و بین‌فرهنگی که خود را به عنوان روشی محکم برای حفظ پیوندهای فرهنگی با مردمان آن طرف اقیانوس اطلس معرفی می‌کرد، تعیین می‌کند. | [ ۹۱ ]  |
| ۲۲ |                            | کلیسای سان سالوادور بالددیوس                           | آستوریاس                                                                                        | ۲۰۱۷    | ۶۱۶۸ (i)(ii)(iv)            | پیشنهاد شده که کلیسای سان سالوادور به مجموعهٔ میراث جهانی «معماری پیشا رمانسک آستوریاس» افزوده شود. کلیسای سان سالوادور د بالددیوس یکی از کاملترین نمونه‌های یک طرح زمینی باسیلیکا در آستوریاس است. | [ ۹۲ ]  |
| ۲۳ |                            | چشم‌انداز بیشهٔ زیتون در اندلس                           | اندلس                                                                                           | ۲۰۱۷    | ۶۱۶۹(iii)(v)(vi)            | این ملک در شامل باغ‌های زیتون سنتی است که در اندلس بیشترین اهمیت را دارند و یکی از منظره‌ها و میراث با ارزش آن هستند و یک میراث فرهنگی زنده برشمرده می‌شوند. | [ ۹۳ ]  |
| ۲۴ | قایق باستانی تجارت مشروبات | شراب در ایبری                                          | اندلس، مورسیا و والنسیا                                                                         | ۲۰۱۸    | ۶۲۸۵(ii)(iii)(iv)           | شراب ایبریا گروهی از املاک فرهنگی را نمایندگی می‌کند که در ساخت فرهنگ ایبری مشارکت مهمی داشته‌اند: شبکه‌های تجاری دریایی، شهرک‌های بسیار قدیمی که فنیقی‌ها و بومیان در آن همزیستی داشتند و تکنیک‌های تولید شراب، که به نوبه خود الگویی از شغل، بهره‌برداری و توزیع بودند. | [ ۹۴ ]  |
| ۲۵ |                            | جزایر سییس                                             | گالیسیا                                                                                         | ۲۰۱۸    | ۶۲۸۶ (vii)(viii)(ix)(x)     | جزایر سییِس (Cíes) یک منطقه استثنایی از زمین و دریا است که توسط چهار مجمع الجزایر (سییِس، اونس، سالوورا و کورتخادا) تشکیل شده است که در سواحل اقیانوس اطلس واقع شده‌اند. این منطقه عمدتاً از آبهای دریایی تشکیل شده است که بخش قابل توجهی از آنها کم عمق است. محیط‌های ساحلی، مانند سواحل، تپه‌ها، صخره‌ها و غارهای دریایی، بخش قابل توجهی از سطح زمین آن را تشکیل می‌دهند، و میزبان تنوعی منحصر به فرد از گونه‌ها و زیستگاه‌های چندین گونه که از اهمیت حفاظت برخوردار هستند، می‌باشند. | [ ۹۵ ]  |
| ۲۶ | بقایای شهر رومی            | شهر هادریانیک ایتالیکا                                 | اندلس                                                                                           | ۲۰۱۹    | ۶۳۷۶(ii)(iv)(vi)            | این ملک یک بخش سابق از شهر رومی ایتالیکا است که قدمت پروژه برنامه‌ریزی شهری آن به دوران امپراتور هادریان بازمی‌گردد. این پروژه به‌طور قابل توجهی محدودیت‌های شهر را گسترش داده و فضای شهری آن را کاملاً تغییر داده است. بخش خودمختار ایتالیکا در منطقه شمالی سایت واقع شده است و سایت در ۹ کیلومتری شمال غربی سویا واقع شده است. | [ ۹۶ ]  |
| ۲۷ |                            | گروه ساختمان‌های مستعربی                                | کاستیا و لئون، گالیسیا و کاستیا-لا مانچا                                                        | ۲۰۱۹    | ۶۳۷۷ (i)(ii)(iii)(iv)       | هنر مستعربی در شبه جزیره ایبری بین اواخر قرن هشتم یا اوایل قرن نهم میلادی آغاز شد و تا اواسط قرن یازدهم، به دلیل همگرایی و ترکیبی از سنت‌های مختلف فرهنگی توسعه یافت. معماری، مجسمه‌سازی و طراحی داخلی آن از نظر طبیعت التقاطی، محصولی از تلفیق‌گرایی در منابع مختلف است که در یک زمان خاص و جغرافیای خاص شکل گرفته است. | [ ۹۷ ]  |
| ۲۸ |                            | مجموعهٔ اسقفی اِگارا                                     | کاتالونیا                                                                                       | ۲۰۱۹    | ۶۳۷۸(ii)(iii)(iv)           | هدف از نامزدی کلیساهای تراسسا به لیست میراث جهانی یونسکو، مجموعه ای از یادبودهای اسقفی اِگارا و مجموعهٔ تصویری آن است که در چارچوب معماری عصر ویزیگوت‌ها ادغام شرده. این یک مجتمع معماری و تصویری منحصر به فرد در اروپا است که دارای یک پیشینهٔ طولانی در تاریخ است. اسقف اگارا (که در حدود ۴۵۰ میلادی تأسیس شده) در قرن‌های ۵ تا ۸ دوران شکوه خود را تجربه می‌کرد و فراتر از معماری و جلوهٔ بصری، در هنر می‌درخشید. معماری کلیساهای اسقفی سانتا ماریا (سنت ماری) ، سنت میکل (سن مایکل) و سنت پر (سن پیتر) از جمله آثار این مجموعه هستند. | [ ۹۸ ]  |
| ۲۹ |                            | هم‌شاهزاده‌نشین آندورا                                   | کاتالونیا                                                                                       | ۲۰۲۱    | ۶۵۰۳(iii)(iv)               | املاک فراملی در مجموعهٔ «شهادت مادی ساخت دولت پیرنه: هم‌شاهزاده‌نشین آندورا» شامل تعدادی از بناهای تاریخی است که در سه ایالت توزیع شده‌اند و به یک تاریخ و یک واقعیت منحصر به فرد شهادت می‌دهند که بدون مداخله، در طول هزاره گذشته، آندورایی‌ها تحت فرمان یک شورا متشکل از اسقف‌های اورگل و فیکس، سپس جانشینان آن‌ها یعنی پادشاهان فرانسه، رهبران دوره انقلابی و امپراتوری و در نهایت روسای جمهور جمهوری فرانسه بودند. این مجموعه شامل دوازده اثر تاریخی (۱۰ مورد در آندورا، یکی در فرانسه و یکی در اسپانیا) است که از دوره‌های مختلف، از قرون وسطی تا قرن شانزدهم هستند و در شرایط خوبی از محافظت به دورهٔ کنونی رسیده‌اند. | [ ۹۹ ]  |
| ۳۰ |                            | چشم‌انداز آتینسا و سیئونسا                              | کاستیا-لا مانچا                                                                                 | ۲۰۲۲    | ۶۵۸۸(iv)(v)                 | «منظره شیرین و شور» در پارک طبیعی ریو دولسه کلیف در جنوب شهر آتینسا در شمال امتداد دارد و مساحت ۲۱۹ کیلومتر مربع را پوشش می‌دهد. این منظره طبیعی منحصر به فرد در تعامل بین انسان و منطقه طبیعی استثنایی یک اکوسیستم است که به ویژه در قرون وسطی شکل گرفته و از آن زمان به سختی تغییر کرده است. امروزه، در این منطقه بسیاری از دهکده‌های کوچک واقع شده است که شهر سیئونسا و به دنبال آن آتینسا را به عنوان خوشه اصلی شهری در این ولسوالی قرار می‌دهد. از نظر تنوع طبیعی و فرهنگی، یکی از ویژگی‌های برجسته چنین منظره، همزیستی استثنایی هر دو آب نمکی و شیرین در همان فضای طبیعی است. در نتیجه، این منطقه با یک ساختار آبی عجیب و غریب، پر از مکان‌ها و نقاط با اسامی در رابطه با آب است و فعالیت‌های انسانی تحت تأثیر چنین صفاتی قرار می‌گیرد و البته این منظره منعکس کنندهٔ آن است. | [ ۱۰۰ ] |
| ۳۱ |                            | چشم‌انداز فرهنگی کارمونا                                | اندلس                                                                                           | ۲۰۲۳    | ۶۷۰۴ (v)                    | این شهر بر بلندی الکورِس، بر فراز تراس‌های رودخانه گوادالکیبیر، در حوضه رود وگا دل کوربونس قرار گرفته. منظره‌ای به شدت انسانی شده دارد، که در مرحله‌ای ایجاد شد که فرهنگ‌های اصلی اروپای جنوبی توسعه می‌یافتند. این شهر، یک شهر متوسط در جنوب اروپا است، با اقتصاد عمدتاً کشاورزی، بر اساس مدل شهرهای کشاورزی مدیترانه، در ۳۰ کیلومتری شهر سویا واقع شده است و در سال ۲۰۲۱ میلادی، ۲۹۱۲۳ نفر جمعیت داشت. | [ ۱۰۱ ] |
| ۳۲ |                            | کارگاه‌های تولید کاغذ اروپا                             | کاتالونیا                                                                                       | ۲۰۲۴    | ۶۷۵۸(ii)(iii)(iv)           | یک پیشنهاد فراملی است که شامل کارگاه‌های صنعت کاغذ در اروپا است و منتخب از شش کارخانه در پنج کشور است که نقش اصلی رشد کاغذ در اروپا را در قرن شانزدهم میلادی، برعهده داشتند. در کاپیادس، در منطقهٔ کاتالونیا، یکی از این کارگاه‌های کاغذ هنوز پابرجا است که به صورت موزه کاغذ درآمده است. | [ ۱۰۲ ] |